# Son Hae-kwam
Son Hae-kwam (* 28. Februar 1976) ist ein ehemaliger südkoreanischer Biathlet.

## Karriere
Son gab sein internationales Debüt im Biathlon-Weltcup 1995 bei einem Sprint in Ruhpolding, bei dem er 108. wurde. 1997 konnte er in Nozawa Onsen bei den Testwettkämpfen für die Olympischen Winterspiele 1998 in Nagano 84. eines Einzels erstmals eine zweistellige Platzierung erreichen und im folgenden Rennen mit Rang 81 sein bestes Ergebnis im Weltcup erreichen. Danach dauerte es bis zur Saison 2001/02, dass der Südkoreaner erneut zu Weltcupeinsätzen kam. Seine letzten internationalen Einsätze bestritt Son bei den Winterasienspielen 2003 in Aomori. Im Sprint erreichte er den siebten Platz und wurde 12. des Verfolgungsrennens. Mit Kim Kyung-tae, Shin Byung-kook und Park Yun-bae gewann er als Schlussläufer des Staffelrennens hinter den Japanern die Silbermedaille.

## Biathlon-Weltcup-Platzierungen
Die Tabelle zeigt alle Platzierungen (je nach Austragungsjahr einschließlich Olympische Spiele und Weltmeisterschaften).
- 1.–3. Platz: Anzahl der Podiumsplatzierungen
- Top 10: Anzahl der Platzierungen unter den ersten zehn (einschließlich Podium)
- Punkteränge: Anzahl der Platzierungen innerhalb der Punkteränge (einschließlich Podium und Top 10)
- Starts: Anzahl gelaufener Rennen in der jeweiligen Disziplin
- Staffel: inklusive Mixed- und Single-Mixed-Staffeln

| Platzierung | Einzel | Sprint | Verfolgung | Massenstart | Staffel | Gesamt |
| ----------- | ------ | ------ | ---------- | ----------- | ------- | ------ |
| 1. Platz    |        |        |            |             |         |        |
| 2. Platz    |        |        |            |             |         |        |
| 3. Platz    |        |        |            |             |         |        |
| Top 10      |        |        |            |             |         |        |
| Punkteränge |        |        |            |             |         |        |
| Starts      | 4      | 8      |            |             |         | 12     |